# Union J
Union J je anglická čtyřčlenná chlapecká hudební skupina, jejímiž členy jsou George Shelley, Josh Cuthbert, JJ Hamblett a Jaymi Hensley. Skupina vznikla během televizní soutěže X Factor v roce 2012, kde se umístila na čtvrtém místě. Její členové následně podepsali nahrávací smlouvu se se společností RCA Records a v roce 2013 vydali své debutové studiové album Union J.
V dubnu 2014 opustili nahrávací společnost RCA a smlouvu podepsali s Epic Records. Jejich druhé studiové album You Got It All bylo vydáno 8. prosince 2014.

## Historie

### 2011-12: Vytvoření skupiny a X-Factor
V roce 2007 Blair Dreelan z Alpha Dog Management potkal čtrnáctiletého Joshe Cuthberta, který se zúčastnil konkurzu soutěže X-Factor ve čtvrté série, ale nedostal se do dalšího kola. Dreelan však věřil, že vypadá jako pop star a byl tak zaujatý jeho hlasem a začal s ním spolupracovat. V roce 2011 se seznámil s Jaymim Hensleyem na Sylvia Young Theatre School ve Westminsteru a rozhodli se založit skupinu. Bývalý žokej Jamie "JJ" Hamblett byl později Dreelanem přidán do skupiny a utvořili skupinu Tripe J.
V květnu 2011 po osmi společných měsících se Tripe J a sólista George Shelley zúčastnili konkurzů deváté série soutěže X-Factor. Tripe J vystoupili s cover verzí písničky "We Found Love" od Rihanny a George s písničkou "Toxic" od Britney Spears. Oba akty postoupili do dalšího kola - soustředění (bootcamp). Na soustředění George vystoupil s písničkou "Earthquake" od Labirintha a Tripe J zpívali písničku "Moves Like Jagger" od skupiny Maroon 5 a později písničku "Yeah 3x" od Chrise Browna, když soutěžili se skupinou GMD3 (později District3) o poslední volné místo. Byli vyřazeni, ale protože skupina Rough Copy musela soutěž opustit, byl Blair Dreelan kontaktován producenty soutěže a bylo jim navržen návrat do soutěže s tím, že se k nim přidá George Shelley. Všichni souhlasili a tak vznikla nová čtyřčlenná skupina Union J.
První vystoupení skupiny byla akustická verze písničky "Call Me Maybe" od Carley Rae Jepsen v domě porotců, kde získali místo v živých show.
Soutěž opustili 2. prosince a umístili se na čtvrtém místě.
| Konkurz              | "We Found Love"                    | "Toxic"                            | Volný věber                                        | Postup do soustředění             |
| Soustředění (1)      | "Moves Like Jagger"                | "Earthquake"                       | Výzva                                              | Přeskupení/postup do domu porotců |
| Soustředění (2)      | "Sweet Child o' Mine"              | Neznámo                            | Volný výběr                                        | Přeskupení/postup do domu porotců |
| Dům porotců          | "Call Me Maybe"                    | "Call Me Maybe"                    | Volný výběr                                        | Postup do živých show             |
| Live show 1          | "Don't Stop Me Now"                | "Don't Stop Me Now"                | Hrdinové (písničky inspirované Olympijskými hrami) | V bezpečí                         |
| Live show 2          | "Bleeding Love" / "Broken Strings" | "Bleeding Love" / "Broken Strings" | Láska a zlomené srdce                              | V bezpečí                         |
| Live show 3          | "When Love Takes Over"             | "When Love Takes Over"             | Klubové klasiky                                    | V bezpečí                         |
| Live show 4          | "Sweet Dreams"                     | "Sweet Dreams"                     | Halloween                                          | Poslední dva                      |
| Live show 4 výsledky | "Perfect"                          | "Perfect"                          | Volný výběr                                        | V bezpečí                         |
| Live show 5          | "Love Story"                       | "Love Story"                       | Číslo 1                                            | V bezpečí                         |
| Live show 6          | "Fix You"                          | "Fix You"                          | Nejlepší z britské hudby                           | Poslední dva                      |
| Live show 6 výsledky | "Set Fire to the Rain"             | "Set Fire to the Rain"             | Volný výběr                                        | V bezpečí                         |
| Live show 7          | "Call Me Maybe"                    | "Call Me Maybe"                    | Provinilé potěšení                                 | V bezpečí                         |
| Live show 8          | "The Winner Takes It All"          | "The Winner Takes It All"          | ABBA                                               | Poslední dva                      |
| Live show 8          | "I'll Be There"                    | "I'll Be There"                    | Motown písničky                                    | Poslední dva                      |
| Live show 8 výsledky | "Run"                              | "Run"                              | Volný výběr                                        | V bezpečí                         |
| Semi-finále          | "Beneath Your Beautiful"           | "Beneath Your Beautiful"           | Volný výběr/Někdo speciální                        | Eliminováni                       |
| Semi-finále          | "I'm Already There"                | "I'm Already There"                | Volný výběr/Písnička, která tě dostane do finále   | Eliminováni                       |

### 2013: Union J
Union J oznámili, že podepsali nahrávací smlouvu se Sony Music Entertainment a vystoupili 15. prosince 2012 v Cardiffu ve Walesu. Jejich debutový singl "Carry You" byl nahrán v lednu 2013 v Londýně, byl vydán v červnu 2013 a umístil se na šestém místě v žebříčku Spojeného království. 28. ledna bylo potvrzeno, že skupina podepsala smlouvu s RCA Records. V červnu 2013 bylo oznámeno, že skupina míří na tour po Velké Británii. Také oznámili, že jejich debutové album bude vydáno 28. října 2013.
Jejich druhý singl "Beautiful Life" byl vydán 21. října 2013 a o týden dřív bylo vydáno jejich debutové album nazvané Union J. 5. listopadu 2013 vydali třetí singl "Loving You Is Easy".

### 2014: You Got It All - album
2. ledna 2014 oznámili, že plánují vydat druhé album v roce 2014. 5. dubna Josh prostřednictvím twitteru oznámil, že opouští RCA a že podepsali smlouvu s Epic Records. Prvním singlem z druhého alba se stala písnička "Tonight (We Live Forever)", která byla vydána 17. srpna 2014. 24. srpna se písnička umístila na 9. místě v žebříčku.
14. října bylo oznámeno, že jejich druhým singlem bude písnička "You Got It All", která byla poprvé hrána rádiem Caapital FM 15. října. 30. října skupina oznámila, že jejich druhé album se bude jmenovat You Got I All - The Album a bude vydáno 8. prosince 2014.

## Členové

### Josh Cuthbert
Joshua Thomas John "Josh" Cuthbert (* 28. července 1992, Ascot, Berkshire, Velká Británie) navštěvoval Charters School v Berkshire a The Six Form College Farnborough. Je jeden z původní trojice Tripe J. Před X-Factorem pracoval v kanceláři. Ve 14 letech hrál ve West End muzikálu Chitty Chitty Bang Bang. V roce 2009 byl přizván k připojení se ke skupině The Wanted, ale jelikož měl podepsanou smlouvu se skupinou Replay, nemohl.

### JJ Hamblett
Jamie Paul "JJ" Hamblett (* 25. března 1988, Newmarket, Suffolk, Velká Británie) je nejstarším členem skupiny a patřil k původnímu složení Tripe J. Byl žokej a získal 24 titulů. 18. září 2013 oznámil, že se svojí přítelkyni Caterinou Lopez čekají svého prvního potomka. 28. listopadu se narodil Princeton J. Alexander.

### Jaymi Hensley
James William "Jaymi" Hensley (* 24. února 1990, Luton, Bedfordshire, Velká Británie) patří k původní trojici Tripe J. Je otevřený gay. Jaymi požádal svého partnera Ollyho Marmona v roce 2010 požádal o ruku. Navštěvoval divadelní školu s Joshem. Před X-Factorem se věnoval gymnastice a baletu.

### George Shelley
George Paul Shelley (* 27. července 1993, Clevedon, North Somerset, Velká Británie) je nejmladším členem kapely. Je synem Dominica Shelleyho a Toni Harris, kteří se rozvedli. Má dva bratry Toma, který žije v Austrálii a Willa, který sloužil v Afghánistánu, mladší sestru Harriet, dvě nevlastní sestry Anabelle a Louisu a tři nevlastní bratry Spencera, Archieho a Lea. Navštěvoval Weston College. Do X-Factoru se přihlásil jako sólo umělec, ale byl připojen ke skupině Triple J a společně vytvořili skupinu Union J.

## Diskografie
- Union J (2013)
- You Got It All - The Album (2014)

## Tours
- The X-Factor Live Tour (2013)
- Magazines + TV Screens (2013-14)
- Selena Gomez - Stars Dance (2013) - pouze v Lisabonu
- The Vamps - The Vamps Arena Tour (2015)

## Ocenění a nominace
| Rok  | Ocenění                         | Nominace         | Kategorie                            | Výsledek  |
| ---- | ------------------------------- | ---------------- | ------------------------------------ | --------- |
| 2013 | Popdust                         | Union J          | Nová superstar roku 2013             | 3. místo  |
| 2013 | BBC Radio 1 Teen Awards         | Union J          | Nejlepší britský průlomový akt       | vítězství |
| 2014 | Best of 2013 Awards             | Union J          | Nejlepší chlapecká skupina roku 2013 | 4. místo  |
| 2014 | Nickelodeon Kids' Choice Awards | Union J          | Nejlepší skupina z VB                | nominace  |
| 2014 | World Music Awards              | Union J          | Nejlepší skupina ve světě            | nominace  |
| 2014 | World Music Awards              | Union J          | Nejlepší živý akt ve světě           | nominace  |
| 2014 | World Music Awards              | "Beautiful Life" | Nejlepší písnička ve světě           | nominace  |
| 2014 | World Music Awards              | "Beautiful Life" | Nejlepší videoklip ve světě          | nominace  |